# Bathyraja spinosissima
Raie blanche
Espèce
Statut de conservation UICN

 LC  : Préoccupation mineure
Bathyraja spinosissima, la Raie blanche, est une espèce de raies de la famille des Arhynchobatidae.

## Distribution
Bathyraja spinosissima se retrouve depuis sud-est de l'océan Pacifique au niveau des îles Galapagos jusqu'au large de Waldport (Oregon) mais aussi depuis l'est de la Mer de Béring jusqu'à la côte sud du Golfe de Californie. Un œuf et un embryon ont été collectés dans les îles Farallon au large de San Francisco.
Cette raie se rencontre entre 800 à 2 938 m, ce qui est inhabituel pour les autres raies, et préfère les eaux froides. Récemment, cette espèce a été identifiée à une profondeur de 1 500 m au niveau du sommet d'un volcan sous-marin à proximité des Galapagos où les femelles sont venues pondre. A cet endroit, les œufs, d'une taille pouvant aller jusqu'à 50 cm se comptent à plusieurs centaines de milliers d'unités. L'incubation de ces œufs dure environ 4 ans.

## Description
Bathyraja spinosissima peut mesurer jusqu'à 208 cm,. Elle se nourrit de poissons des profondeurs.

## Taxonomie
Le nom valide complet (avec auteur) de ce taxon est Bathyraja spinosissima (Beebe & Tee-Van, 1941).
L'espèce Bathyraja spinosissima a été décrite pour la première fois en 1941 par le naturaliste William Beebe (1877-1962) et l'ichtyologiste John Tee-Van (d) (1897-1967) sous le protonyme Psammobatus spinosissimus.
Ce taxon porte en français le nom normalisé « Raie blanche ».

### Synonymie
Bathyraja spinosissima a pour synonymes :
- Psammobatis spinosissima Beebe & Tee-Van, 1941
- Psammobatus spinosissimus Beebe & Tee-Van, 1941

### Étymologie
Son épithète spécifique, spinosissima, vient du latin spinosus, « épineux », fait référence à sa couverture de denticules dermiques.

### Publication originale
- (en) William Beebe et John Tee-Van, « Eastern Pacific Expeditions of the New York Zoological Society. XXVIII. Fishes from the Tropical Eastern Pacific. [From Cedros Island, Lower California, South to the Galapagos Islands and Northern Peru.] Part 3. Rays, Mantas and Chimaeras », Zoologica; scientific contributions of the New York Zoological Society, Wildlife Conservation Society, vol. 26, no 3,‎ 1941, p. 245-280 (ISSN 0044-507X, OCLC 01079318, DOI 10.5962/P.203595, lire en ligne).